# О’Хэллоран, Брайан
Брайан О’Хэллоран (англ. Brian O'Halloran; родился 20 декабря 1969) — американский актёр, продюсер и подкастер, известный в первую очередь благодаря роли Данте Хикса в фильмах Кевина Смита «Клерки» (1994) и «Клерки 2» (2006).

## Биография
Брайан О’Хэллоран родился в Нью-Йорке, с 13 лет живёт в Нью-Джерси. Его родители эмигрировали в США из Ирландии. Ещё в школе Брайан начал играть в театральных постановках, а во взрослой жизни стал профессиональным актёром. Он сыграл Данте Хикса в фильме Кевина Смита «Клерки» (1994), который стал культовым. В последующие годы О’Хэллоран работал в основном в театре, но периодически появлялся в кино: в фильме 2000 года «Пошляк», где главная роль была написана специально для него, в «Клерках 2» (2006), в «Клерках 3» (2022).
С 2020 году О’Хэллоран ведёт свой подкаст на YouTube.
Фильмография
| Год  |   | Название                                    | Роль           |
| ---- | - | ------------------------------------------- | -------------- |
| 1994 | ф | Клерки                                      | Данте Хикс     |
| 1999 | ф | Догма                                       | Грант Хикс     |
| 2001 | ф | Джей и Молчаливый Боб наносят ответный удар | Данте          |
| 2002 | ф | Летающая тачка                              | Данте Хикс     |
| 2006 | ф | Клерки 2                                    | Данте Хикс     |
| 2007 | ф | Зверская резня                              | Джейсон        |
| 2009 | ф | Связи                                       | Доктор Джордан |
| 2010 | ф | Мистер Тишина                               | Винни          |
| 2022 | ф | Клерки 3                                    | Данте Хикс     |